# KERBEROS SAGA RAINY DOGS / 犬狼伝説 紅い足痕
『KERBEROS SAGA RAINY DOGS / 犬狼伝説 紅い足痕』（ケルベロス・サーガ レイニードッグズ / けんろうでんせつあかいあしあと）は、原作：押井守・作画：杉浦守による日本の漫画作品。
『エース特濃』（角川書店）連載。単行本全1巻。

## あらすじ
首都警の隊員都々目紅一は武装解除に反対し、あてのない海外逃亡を続けている。
そんな逃亡中に記録を抹消された首都警特機隊《ケルベロス》隊員黒崎英斗を追う。
都々目紅一はかつての相棒が消えた謎を追い求め、男は孤高のアフガンハウンドと称され狙撃の名手としてプロテクトギアと共に戦いの中へ身を投じる。

## 章タイトル
- 00 SET UP
- 01 BREAK SHOT
- 02 TECHNICAL SHOT
- 03 BANK SHOT
- 04 CANNON SHOT
- 05 HUG SHOT
- 06 FOLLOW SHOT
- 07 TIME SHOT
- 08 EIGHT BALL SHOT
- 『THE KILLERS』（短編小説）

## 書籍情報
- 原作：押井守・作画：杉浦守 『犬狼伝説 紅い足痕』 全1巻 ＜ニュータイプ100%コミックス＞ 角川書店

1. 2005年10月21日 発売[1] ISBN 4-04-853780-6